# Brachythecium emodi-glaucum
Brachythecium emodi-glaucum là một loài rêu trong họ Brachytheciaceae. Loài này được Broth. ex Dixon & Badhw. mô tả khoa học đầu tiên năm 1938.